# Bilaud
Bilaud (Biloda) fou un estat tributari protegit a l'agència de Malwa, Índia central.
La superfície era de 41 km² i la població de 204 habitants el 1901. Els ingressos s'estimaven el mateix any en 6.500 rúpies. El sobirà portava el títol de thakur i era un musulmà Sayyid. Rebia tankahs de Gwalior i Indore i tenia la vila de Biloda lliure de renda per compte d'Holkar.